# Min bondegård
|  | Denne artikel er oprettet af botten PalnaBot ud fra en ekstern database. Den kan derfor have sproglige fejl eller mangler. Denne skabelon kan fjernes efter kontrol af indholdet. |

Min bondegård er en film instrueret af Brita Wielopolska.

## Handling
Der er magi og fantasi i denne musikvideo for børn. Her er ingen grå hverdage, men sære væsener og glade børn med tryllestøv i lommen og lyst til fis og ballade. Bondegårdsdyr slår prutter på tre forskellige sprog.